# Harrie Langman
Hartgert (Harrie) Langman (Akkrum, 23 februari 1931 – Drachten, 1 augustus 2016) was een Nederlands politicus namens de VVD.
Langman was de zoon van een onderwijzer. Hij volgde het gymnasium te Harderwijk en studeerde daarna aan de Vrije Universiteit Amsterdam, aanvankelijk rechten en daarna economie. Hij was lid van L.A.N.X. en in het bijzonder van het dispuut S.T.O.A.. Vervolgens werd hij directiesecretaris bij Simon de Wit. Van 1955 tot 1967 werkte hij bij Scheepswerf De Schelde in Vlissingen, laatstelijk als onderdirecteur. Daarnaast was hij buitengewoon hoogleraar bedrijfshuishoudkunde aan de Nederlandse Economische Hogeschool te Rotterdam.
In 1971 trad hij voor de VVD toe tot het kabinet-Biesheuvel I. Hij werd toen pas lid van die partij en was een 'vreemdeling' in Den Haag. Hij deed zich al snel gelden als een bekwaam bewindsman, die met name impulsen gaf aan het regionaal-economische beleid. Tijdens zijn ministerschap ging Nederland deelnemen aan het omstreden Kalkarproject.
Naar Langman is het economische "Langmanrapport" genoemd dat onder het paarse kabinet-Kok II verscheen. Het vormde een leidraad voor de besteding van 20% van de totale aardgasbaten in de economische structuurversterking van de provincies Friesland, Groningen en Drenthe.
Op 8 juni 1973 werd Langman benoemd tot ridder in de Orde van de Nederlandse Leeuw en op 28 februari 1991 tot commandeur in de Orde van Oranje-Nassau.
Langman was na zijn aftreden als minister vele jaren bankier en vervulde tientallen commissariaten in het bedrijfsleven. Tevens was hij lange tijd voorzitter van het curatorium van de Teldersstichting.
- Biografisch Portaal: 28541654
- International Standard Name Identifier: 0000 0000 3176 1188
- Library of Congress Control Number: n92071883
- Nederlandse Thesaurus van Auteursnamen: 071350977
- Parlement.com: vg09llh4mxws
- Virtual International Authority File: 63205392
- WorldCat: E39PBJmHGVdrK3CH7MhhkWQH4q